# Офисный беспредел
«Офисный беспредел» (англ. Office Uprising) — американский комедийный фильм режиссёра Лина Одинга. В главных ролях — Брентон Туэйтес, Джейн Леви, Каран Сони и Закари Ливай.
Мировая премьера фильма состоялась 19 июня 2018 года, в России — 19 июля того же года.

## Сюжет
Глава крупной корпорации, мечтая о высокой работоспособности своих менеджеров, напоил их особым энергетическим напитком. Однако он не ожидал побочного эффекта – подчиненные стали агрессивными. Но один раздолбай, как обычно опоздавший на работу, остался без порции энергетика. Теперь ему предстоит пережить настоящий офисный беспредел…

## В ролях
- Брентон Туэйтес — Десмонд
- Джейн Леви — Саманта
- Каран Сони — Мурад
- Закари Ливай — Адам Нусбаум
- Грегг Генри — Франклин Гант
- Курт Фуллер — Лентворт
- Иэн Хардинг — Николас Фром
- Сэм Дэйли — Маркус Гант
- Алан Ричсон — Боб
- Кори Уинстон
- Барри Шабака Хенли — Кларенс
- Тайрон Вудли — Марио

## Производство

### Разработка
26 октября 2016 года стало известно, что режиссёром фильм станет Лин Одинг.

### Съёмки
Подготовки к съёмкам начались в Бирмингеме, Алабама, в ноябре 2016 года. В течение двух с половиной недель подготовки съёмочная группа провела пробы, построила декорации, обустроили место съёмок (пустующее здание банка), продумала все экшн-сцены. Основные съёмки начали в конце декабря 2016 года и закончили в течение 20 дней.